# Cobertor

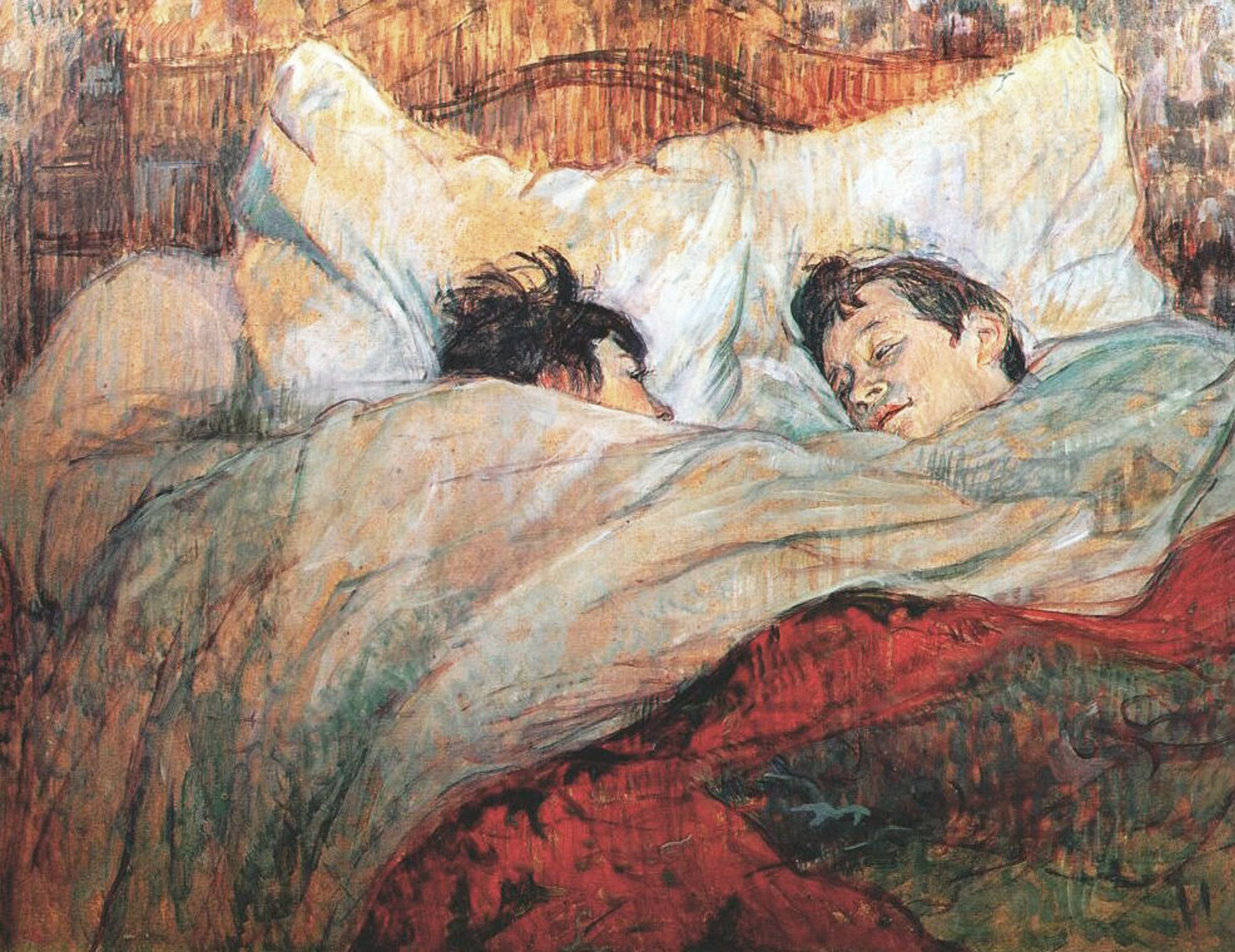

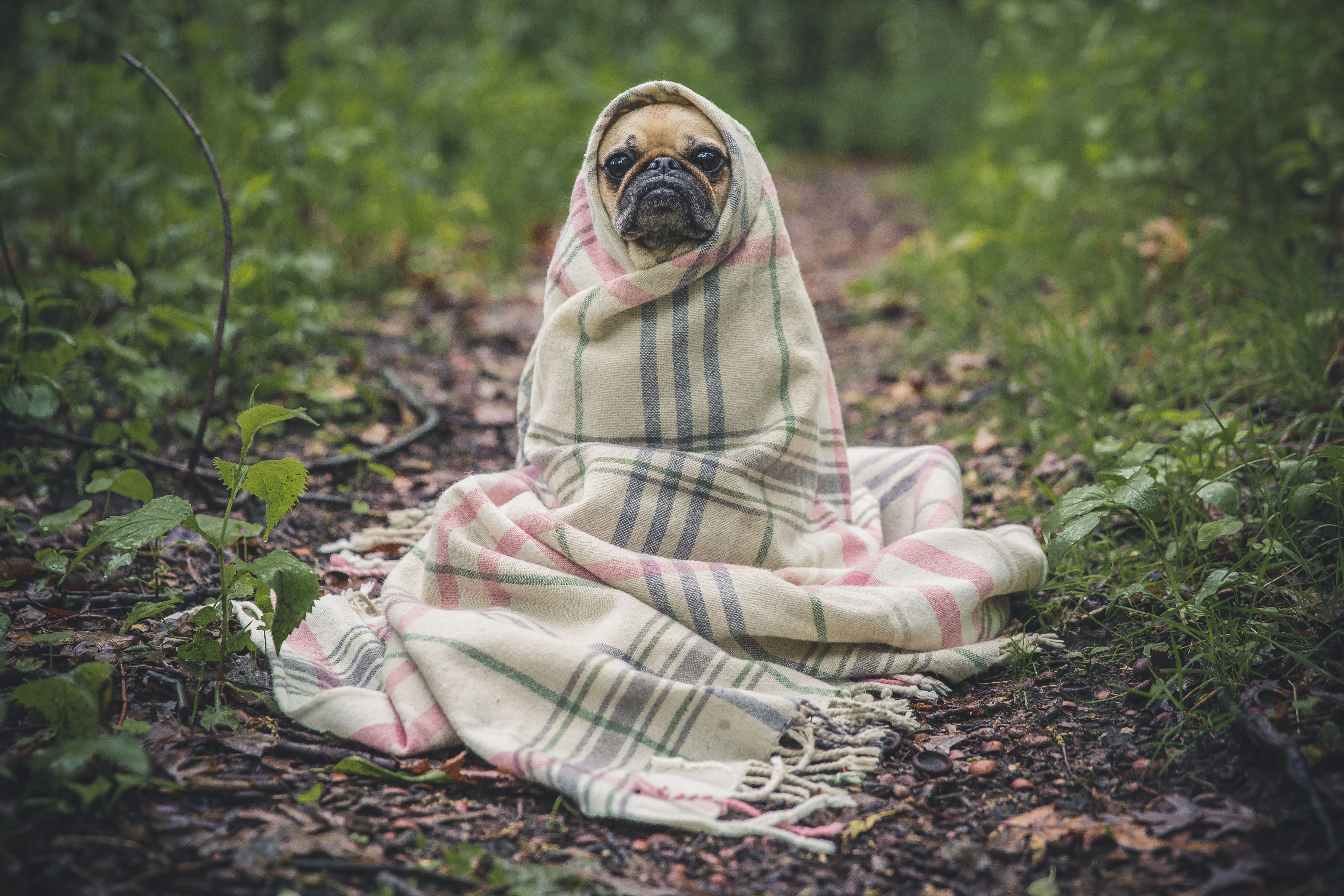
Um pug enrolado em um cobertor.

Cobertor ou manta é um utensílio de tecido, usado como roupa de cama, sobre o lençóis, como proteção contra o frio. Funcionam mantendo o calor do corpo, impedindo que se dissipe.
Pode ter diversas cores e ser feito de diferentes materiais, mas geralmente os cobertores são felpudos, de lã ou algodão.

## Cobertor de papa
Em Portugal, na zona da Serra da Estrela, são produzidos os cobertores de papas, feitos 100% de lã e produzidos de forma artesanal em teares manuais e segundo técnicas ancestrais. Aqui destaca-se a freguesia de Maçainhas, concelho da Guarda, com uma história ligada a esta indústria têxtil.
A lã dos cobertores de papas é da raça churra, oriunda da ovelha mondegueira. Destacam-se através de um conjunto de características, tais como o seu pelo comprido, cheiro característico, bem como por serem pesados, quentes, densos e felpudos.

## Cobertor de incêndio
Os cobertores contra incêndios são uma ferramenta importante na protecção contra incêndios e podem ser usados rápida e eficazmente para muitos tipos de incêndios. São utilizados como meio de combate a incêndios em áreas privadas, comerciais e públicas. Os cobertores contra incêndios são ideais para utilização em pequenos incêndios em casas, escritórios, escolas e outros edifícios públicos. Uma nova área de aplicação é a extinção de incêndios de baterias de lítio, tais como as que podem ocorrer em e-cars, e-scooters ou e-bikes, bem como em empilhadores.
Os cobertores extintores são bem adequados para extinguir incêndios pequenos e incipientes, especialmente quando as perturbações operacionais esperadas ou danos causados por agentes extintores como água ou pó são elevados. Os cobertores extintores são comparativamente baratos de adquirir, não requerem manutenção e são de fácil utilização mesmo para os leigos. Contudo, normalmente não substituem os extintores prescritos, mas são equipamento adicional útil em alguns casos. As mantas extintoras não são recomendadas para fogos de gordura na cozinha porque as mantas extintoras pequenas e baratas muitas vezes não conseguem controlar os fogos de gordura.  
Em laboratórios, podem ser necessários cobertores extintores para riscos especiais, bem como em certas áreas de oficina (por exemplo, para o manuseamento em pequena escala de líquidos inflamáveis) e em várias áreas especiais, tais como recintos de feiras, espectáculos de cinema e teatro, etc.
Porque os cobertores extintores podem ser usados rápida e eficazmente, e porque as pessoas sem formação podem ter menos medo deles do que da utilização de extintores de incêndio, também são recomendados em áreas como salas de descanso, salas de espera e de recreação, escolas, instalações de acolhimento de crianças, etc. Os riscos típicos aqui são a cozinha comunitária ou o artesanato, mas também os incêndios de pequenos aparelhos eléctricos, decorações de velas, etc. 